# Máthé Zsolt
Máthé Zsolt (Budapest, 1977. május 3. –) magyar színész.

## Életpályája
2003-ban végzett a Színház- és Filmművészeti Egyetemen, Máté Gábor és Horvai István osztályában. 2004-től az Örkény Színház tagja.
Három fiúgyermek édesapja.

## Filmes és televíziós szerepei[5]
- A renitens (2025)... Hitelügyintéző
- …a szomszéd tehene (2024)... Péter
- Keresztanyu (2021)... Illés László
- 200 első randi (2018–2019)... Miklós
- Drága örökösök (2019–2020)
- Egynyári kaland (2019)... Orvos
- Munkaügyek (2013)... Bérces
- Döblec (2012)
- Hajónapló (2009)
- A hangya és a tücsök (2006)
- Szabadság, szerelem (2006)... Egyetemista
- Csocsó, avagy éljen május elseje! (2001)
- Jadviga párnája (2000)

## Színházi szerepei
- Molnár Ferenc: A testőr – A hitelező, 2001.
- Dylan Thomas: A mi erdőnk alján, 2002.
- Goldoni: A komédiaszínház – Súgó, 2002.
- Jevgenyij Svarc: A sárkány – Kandúr, 2003.
- Martin McDonagh: Piszkavas (Leenane szépe) – Ray, 2004.
- Weill- Brecht: A filléres opera – Filch, 2004.
- Molnár Ferenc: Az üvegcipő -  Házmester, 2005.
- Élektra – Püládész, 2006.
- Tasnádi István: Finito – Operatőr, 2007.
- Csehov: Apátlanul (Platonov) – Izsak Abramovics, 2007.
- Kárpáti Péter: Búvárszínház – Baróthy, 2007.
- Nyugat 2008-1908, 2008
- Molière: A mizantróp – Dubois, 2008.
- Georges Feydeau: A hülyéje – Soldignac, 2008.
- Julian Crouch – Phelim McDermott: Jógyerekek képeskönyve – Dr Chor, 2009.
- Blogvadászat, 2009.
- Virrasztó éji felleg, 2009.
- Heinrich von Kleist: Homburg herceg – Stranz, 2009.
- Brecht: Arturo Ui feltartóztatható felemelkedése – A virágkereskedő Giuseppe Givola, 2009.
- Ödön von Horváth: Kasimir és Karoline – Schürzinger, 2009.
- Kaurismäki: Bohémélet, 2010.
- Sz. K. Aléexandr: Tarelkin halála élete – Kacsala, 2011.
- Jelinek: Mi történt, miután Nóra elhagyta a férjét... – Miniszter, 2012.
- Tankred Dorst: Merlin avagy Isten, Haza, Család, 2012.
- Mrożek: Tangó – Artúr, 2012.
- Mohácsi testvérek – Molière: A képzelt beteg – Dr. Livarot, orvos, 2013.

- Mese az igazságtételről avagy A hét szamuráj 2015.

- Mohácsi testvérek: Köd utánam – Szegényember 2015.
- Arthur Schnitzler: A Bernhardi-ügy -Dr. Wenger 2015.
- Csehov: Három nővér – Tuzenbach 2016.
- Ödön von Horváth: Mesél a bécsi erdő – Gyóntató atya, 2016.
- Thomas Mann: József és testvérei, 2017.
- Shakespeare: IV. Henrik I-II. – Lord Bagot, 2017.
- Secondhand – szovjetűdök, 2018.
- Makszim Gorkij: A mélyben – Tatár, 2019.
- Kiváló dolgozók, 2020.
- Zűrzavar 2045 – Semke Attila, hivatalnok, 2020.
- 33 álom, 2021.
- Brecht: A szecsuáni jó ember- Lin To, asztalos 2021.

## Rendezései
- Tajtékos ég és hagymaszag, TÁP Színház, 2008.
- Virrasztó éji felleg, Örkény István Színház, 2009.
- Eljövök érted- A kezdet, HOPPart Társulat, 2010.
- Roadmovie – Th&L, Auróra, 2011.
- Láthatóságiak, Thália Színház, 2013.
- Ibusár-állomás, HOPPart Társulat, 2013.
- Szomjas férfiak sört isznak helyettem, E-Mancik Színházi Manufaktúra, 2015.
- Brontë – Máthé – Kákonyi – Mátyássy: Üvöltő szelek, Szentendrei Teátrum, 2023.

## Dalszöveg szerzőként
- Attack, dalszöveg szerző, SZFE, 2002.
- Ledarálnakeltűntem, dalszöveg szerző, Katona József Színház, 2005.
- Aliz, dalszöveg szerző, Gárdonyi Géza Színház, 2008.
- A templom egere, dalszöveg szerző, Karinthy Színház, 2011.
- PENGEél, dalszöveg szerző, SZFE, 2011.
- Szent Péter esemyője, dalszöveg szerző, Karinthy Színház, 2011.
- Virágos Magyarország, dalszöveg szerző, Katona József Színház, 2012.
- Anamnesis, dalszöveg szerző, Katona József Színház, 2012.
- Láthatóságiak, dalszöveg szerző, Thália Színház, 2013.
- Ízlések és pofonok – Éjjel-nappal Budaörs, dalszöveg szerző, Budaörsi Latinovits Színház, 2014.
- Babahajó, dalszöveg szerző, TÁP Színház, 2015.
- Robin Hood, dalszöveg szerző, Miskolci Nemzeti Színház, 2015.
- Szomjas férfiak sört isznak helyettem, dalszöveg szerző, E-Mancik Színházi Manufaktúra, 2015.
- Egy fenékkel két lovat, dalszöveg szerző, Orlai Produkciós Iroda, 2016.
- Fenyő Iván, dalszöveg szerző, AlkalMáté Trupp, 2018.
- Loveshake – Az élet összeráz, dalszöveg szerző, 2018.
- Kékszakáll, dalszöveg szerző, Budapesti Operettszínház, 2018.
- Tanár úr kérem!, dalszöveg szerző, Karinthy Színház, 2018.
- Tanár úr kérem!, dalszöveg szerző, Móricz Zsigmond Színház, 2019.
- Kiváló dolgozók, dalszöveg szerző, Örkény István Színház, 2020.
- Válogatáskazi – avagy – szomjas fiúk tolják a kakaót, 2020.
- Emil és a detektívek, dalszöveg szerző, Budaörsi Latinovits Színház, 2021.
- Jordán Adél, dalszöveg szerző, AlkalMáté Trupp, 2021.
- Figaro 3, dalszöveg szerző, Magyar Állami Operaház, 2021.
- Szex.Újra.El., dalszöveg szerző, Örkény István Színház, 2022.

## Díjai, elismerései
- Pártoló díj (2009)